# Ein Bekenntnis
Ein Bekenntnis ist der Titel einer späten Novelle Theodor Storms, die im Oktober 1887 in Westermanns Monatsheften veröffentlicht wurde. Die erste Buchausgabe mit einem leicht bearbeiteten Text erfolgte ein Jahr später.
Wie die meisten Erzählungen Storms ist das Werk in eine Rahmen- und Binnenhandlung untergliedert. Es wirft ethische und psychische Fragen im Zusammenhang mit der Sterbehilfe auf.
Der Erzähler trifft einen Studienfreund, der ihm berichtet, dass er seine schwerkranke Frau aus Mitleid getötet habe.

## Struktur und Inhalt
Die Rahmenerzählung ist mehrfach unterteilt. Zunächst erinnert sich der Ich-Erzähler Hans an einen Aufenthalt im Kurort Bad Reichenhall, der drei Jahrzehnte zurückliegt. Dort trifft er seinen ehemaligen Studienfreund Franz Jebe, den er seit über zehn Jahren nicht gesehen hat.
Er begegnet ihm im Kurgarten und denkt an die gemeinsame Zeit während des Studiums sowie an die weitere berufliche Entwicklung seines Freundes, der sehr gealtert zu sein scheint. Auch die einst kräftige Stimme erinnert den Erzähler nun „an den traurigen Ton einer zersprungenen Glocke“.
Jebe lädt ihn in seine Wohnung ein, wo er ihm von seiner Kindheit und Jugend sowie dem Studentenleben berichtet. Schließlich erzählt er ihm die Geschichte seiner kurzen Ehe in Form des titelgebenden „Bekenntnisses“. Dabei unterbricht er sich mehrfach oder beantwortet die Fragen des Zuhörers.
Er ist Gynäkologe und lernt bei einem befreundeten Ehepaar die schöne und elfenhafte Else Füßli kennen, eine Großnichte des Malers Johann Heinrich Füssli. Bald heiraten die beiden und verbringen glückliche Jahre. Im vierten Ehejahr sieht er seine Frau eines Abends im Schein der untergehenden Sonne regungslos im Zimmer stehen. Sie blickt ihn mit gespenstischen Augen an, ist ängstlich und spürt, dass sich etwas Dunkles nähert und sie fortreißen will. Jebe wundert sich über den „visionären Zustand“ seiner Frau und erinnert sich an ihre Fehlgeburt während des ersten Ehejahres. Bald leidet sie unter zunehmenden Schmerzen. Jebe ist unsicher, um welches Leiden es sich handeln könnte, erkennt dann aber, dass sie an Gebärmutterkrebs erkrankt ist.
Da ihre Qualen unerträglich werden, fleht sie ihn an, sie davon zu erlösen. Er habe in seinem Schrank „ja Zaubertränke, daß der Leib ohne Zucken einschläft!“ Tatsächlich ist dort ein gut verschlossenes Fach mit mehreren Kristallfläschchen, in denen sich der „Hauch des Todes“ befindet. Er steckt sich das kleinste davon ein und leistet ihr schließlich Sterbehilfe.
Kurz darauf schockiert ihn ein Artikel einer medizinischen Fachzeitschrift, die ihm zwei Wochen vor dem Tod seiner Frau zugestellt worden war. Der Verfasser ist sein ehemaliger akademischer Lehrer, dem er noch immer fast abergläubisch vertraut. Man habe die „Abdominalkrankheiten der Frauen“ bislang „für absolut tödlich gehalten“; er sei aber in der Lage, „von fünf Frauen drei dem Leben und ihrer Familie wiederzugeben“. Der Arzt ist verzweifelt, beschimpft sich selbst als „Mörder“ und verfällt in Melancholie.
Nach einiger Zeit nimmt er seine Arbeit wieder auf. Es gelingt ihm, die ebenfalls an Gebärmutterkrebs erkrankte Etatsrätin Roden mit eben jener Operation zu heilen, die seine Frau möglicherweise gerettet hätte. Hilde, die schöne Tochter der Rätin, würde ihn heiraten, aber seine Selbstvorwürfe lassen dies nicht zu.
Zur Buße geht er nach Ostafrika, um mit seiner „Wissenschaft dem Leben“ zu dienen.
Dreißig Jahre später erhält der Erzähler den Brief eines Missionars und erfährt, dass sein Freund dort gestorben ist.

## Entstehung
Theodor Storm kannte sowohl Bad Reichenhall als auch Berchtesgaden aus eigener Anschauung. Am 19. Oktober 1872 schrieb er seinem Schwiegervater Ernst Esmarch, er habe „größere Ausflüge nach Gollingen, Reichenhall, Berchtesgaden und dem Königssee“ unternommen.
Er notierte sich das Thema der Novelle im Herbst 1884. Wie er dem Verleger Friedrich Westermann am 3. Juni 1887 mitteilte, habe er seinen Freund Karl Heinrich Schleiden in Hamburg besucht und es sich dabei aufgeschrieben. Am nächsten Tag habe Paul Heyse ihm geschrieben, dass er an demselben Thema arbeite.
Es handelt sich um die Novelle Auf Tod und Leben, die Storm Ende November 1885 in der Erzählungssammlung Himmlische und irdische Liebe las. In einem Antwortbrief teilte er dem Verfasser mit, dass er sich den Stoff vor kurzem in Hamburg notiert, dabei aber einen anderen Schwerpunkt gesetzt habe. Er werde es sich indes „zehnmal überlegen“, bevor er sich damit befasse.
Im Jahre 1886 verfolgte er den Novellenplan zunächst nicht weiter, sondern wandte sich den Erzählungen Bötjer Basch und Ein Doppelgänger zu. Nach einer bis Ende Februar 1887 währenden Krankheit nahm Storm den Novellenplan wieder auf. Wie seine Tochter Gertrud berichtete, diktierte er ihr im Februar, „noch im Bette liegend“, bereits „die ersten Szenen“ der Geschichte. Am 27. März kündigte er dem Verlag an, das Manuskript in etwa sechs Wochen fertigstellen zu können.

## Hintergrund und Interpretationsansatz
Storms Novelle wird als Erinnerung an eine erinnerte Geschichte „doppelt perspektiviert“. Die Verbindung der beiden Erzähler sowie die große zeitliche Distanz wecken Zweifel an der Zuverlässigkeit des Erzählens.
Wie Thomas Mann beschäftigte sich auch Storm in zahlreichen Werken mit dem Thema Krankheit. Vor allem Infektionskrankheiten – und Erfolge im Kampf gegen sie – spielen in seinem Erzählwerk eine besondere Rolle. In seinem Bekenntnis, das unmittelbar vor dem Schimmelreiter vollendet wurde, behandelte er diese Themen in exemplarischer Weise.
Nachdem das Werk lange übersehen wurde, ist es von der Forschung erst vor einiger Zeit „entdeckt“ worden. Die in der Novelle umkreisten Themen der aktiven Sterbehilfe und der Tötung auf Verlangen sind hierbei von großer Bedeutung. Storm und Heyse diskutieren brieflich über die medizinethischen und juristischen Aspekte des Themas. Während es Heyse um eine Abwägung zwischen konkurrierenden Normen ging – Tötungsverbot auf der einen, Liebespflicht auf der anderen Seite –, konzipierte Storm seine Erzählung als einen medizinischen Fall und „somit als eine Frage des Wissens“.
In Heyses Erzählung tötet der Ehemann seine schwerkranke Frau ebenfalls auf deren Verlagen, ist aber kein Mediziner, sondern Offizier. Die Tötung wird hier textimmanent gerechtfertigt, indem der Mann Vergebung findet und auf ein neues Lebensglück nicht verzichten muss. Demgegenüber verurteilt Storms Protagonist sein eigenes Handeln nachträglich als Mord. Die Bewertung ergibt sich nicht nur aus der Rechtslage, sondern auch aus der zu späten Erkenntnis des medizinischen Fortschritts. So wirft Ein Bekenntnis die ethische Frage auf, ob angesichts der medizinischen Entwicklung eine Unheilbarkeit überhaupt noch ärztlich festgelegt werden kann. Im Laufe der Jahre vergibt sich Jebe zwar die konkrete Tötung, nicht aber den Verstoß gegen die ärztliche Ethik, die sich an der „Heiligkeit des Lebens“ orientiert.
Er verbringt drei Jahrzehnte in Ostafrika, „wo mehr die Unwissenheit als Krankheit und Seuche“ zum Tode der Menschen führe. Schließlich stirbt er im Kampf gegen eine Seuche, wenn auch nicht an ihr. Die Fortschrittlichkeit des abendländischen Wissens ist hier mit einer Distanz zum Christentum verbunden. Wie der Missionar mitteilt, habe Jebe bis an sein Ende „den rechten Weg des Heils verschmäht.“  
Bereits vor seiner Bußzeit im Exil konnte er einige Infektionen behandeln, etwa einen schweren Fall von Diphtherie, die im 19. Jahrhundert nicht selten zum Tode der erkrankten Kinder führte und deren Erreger erst einige Zeit vor der Entstehung der Novelle ausfindig gemacht wurden. 
Storm stellt Infektionskrankheiten somit als prinzipiell überwindbar dar, während der Krebs als eine neue Bedrohung erscheint. Der Arzt gelangt an seine Grenzen und bricht den hippokratischen Eid, indem er seine Frau vorschnell tötet.
Heyse reagierte auf die ihm zugeschickten Korrekturfahnen und kritisierte, dass Storm die moralische Problematik durch diesen Randaspekt verkompliziert habe – den Irrtum über eine doch bestehende Behandlungsmöglichkeit. So sei „in das sehr einfache Problem: ob man einem Unheilbaren zum Tode helfen dürfe“, ein „fremdes Element hineingetragen“ worden. Wenn man über einen stets möglichen Irrtum nicht hinauskomme, sei eine „rettende That [...] niemals zulässig“.
Wie Storm in seiner Antwort schrieb, war sein eigentliches Problem nicht, ob man unheilbar Kranken „zum Tode helfen“ dürfe, sondern wie jemand dazu komme, „sein Geliebtestes“ zu töten. Auch die Folgen für den Täter müssten dargestellt werden. Anders als bei Heyse öffnete sich so auch eine psychodynamische Dimension innerhalb der Erzählung.
Heyse monierte zudem das „visionäre“ Element in der Vorgeschichte der Ehe, das für einen „Naturkundigen“ unverständlich sei und mit dem weiteren Verlauf der Geschichte nichts zu tun habe. 
In seiner Schulzeit hatte Jebe eine Vision, die ihn später nicht losließ: In der Morgendämmerung sah er in einer Gruppe von Knaben ein etwa dreizehnjähriges Mädchen, das ihn anblickte. Die Erscheinung ist einerseits mit dem Tode, andererseits mit Erotik verbunden und öffnet zudem eine weitere Ebene: Viele Jahre später glaubt seine schwerkranke Frau, dass sie und Jebe sich früher bereits gesehen haben. Laut Marianne Wünsch handelt es sich hier um okkultistische Inhalte, die dem Realismus per se fremd sind.

## Hörspielbearbeitungen
- 1946: Das Bekenntnis – Bearbeitung: Hans Sattler, Regie: Nicht bekannt (Radio Frankfurt)
- 1946: Ein Bekenntnis – Bearbeitung: Hans SattlerRegie: Nicht bekannt (Radio München)
- 1946: Ein Bekenntnis – Bearbeitung: Hans Sattler, Regie: Cläre Schimmel (Radio Stuttgart)
- 1951: Ein Bekenntnis – Regie: Géza Rech (RWR Salzburg)
- 1954: Ein Bekenntnis – Regie: Peter Albert Stiller (ORF Vorarlberg)